# Le Trombone illustré
Le Trombone illustré est un supplément du journal Spirou offert comme un journal clandestin à l'intérieur de l'hebdomadaire.
Paru du 17 mars au 20 octobre 1977 sous l'impulsion de Franquin et d'Yvan Delporte, le Trombone illustré est un supplément agrafé à trente reprises au milieu du journal de Spirou. Indépendant du format et de l'esprit de celui-ci, cette publication poil à gratter réunissant des dessinateurs de différentes rédactions est annoncée dès le n° 2026 du 10 février par les mêmes empreintes de pas bleues qui avaient précédé l'arrivée de Gaston Lagaffe. Traduction de l'explosion du phénomène de la BD pour adultes (Fluide glacial, L'Écho des savanes, Métal hurlant, Charlie Mensuel…), le Trombone brise les conventions formelles du récit dessiné et les tabous d'un journal plutôt bien-pensant.
Jouant de l'autofiction comme avec Gaston le héros sans emploi, il décrit les tâtonnements éditoriaux d'une rédaction pirate et égratigne les errements d'une industrie en mutation. C'est dans ce journal que Franquin crée sa série des Idées noires.
Extrait d'un éditorial de Jules-de-chez-Smith-en-face (pseudonyme d'Yvan Delporte) :

« L'un des plus grands bonhommes du métier, à qui on aimerait demander un petit texte un de ces jours, s'appelle René Goscinny. La rumeur publique affirme qu'il a dit, à propos de ces référendums organisés par les journaux de jeunes auprès de leur public : “Moi, le jour où ce seront les lecteurs qui feront le journal, je n'aurai plus qu'à prendre la porte.” Et c'est vrai que le public, le gros public, est dérangé par ce qui est nouveau. »

À cause de ses partis pris et de la façon dont il se présentait comme un concurrent interne au journal, le Trombone ne pouvait que s'éteindre. Mais ce fut là l'occasion de railler un peu plus l'attitude des MM. Boulier, Prunelle et autres représentants de l'autorité… Ce destin éphémère combiné à la rareté des albums du Trombone (issus des invendus de Spirou, qui était obligé de les dégrafer du journal pour pouvoir les relier en albums trimestriels) en ont fait un journal culte mais méconnu.
C'est à l'occasion d'un article de Franquin que le journal est annulé. En effet, Franquin, antimilitariste convaincu, y « reproche à Thierry Martens, rédacteur en chef de Spirou, de publier des articles sur des maquettes d'avions de guerre nazis ».
Liste non exhaustive des auteurs et dessinateurs : Alexis, Jo-El Azara, Georges Beuville, Bert Bertrand, Serge Clerc, Bilal, Claire Bretécher, Fredric Brown, Comès, Thierry Culliford, Dany, Degotte, Deliège, Yvan Delporte, Derib, Didgé, Ernst, René Follet, F'murr, Franquin, Gotlib, Hausman, Frédéric Jannin, Jijé, Loup, Raymond Macherot, Mézières, Michel Modo, Moebius, Peyo, Roba, Grzegorz Rosiński, Sirius, Tardi, Marc Wasterlain, Will.